# باري توماس (لاعب الرغبي)
باري توماس (بالإنجليزية: Barry Thomas)‏ هو لاعب الرغبي ‏ نيوزيلندي، ولد في 21 يوليو 1937 في أوكلاند في نيوزيلندا، وتوفي في 5 يناير 2018.